# SN 2011D
SN 2011D – supernowa typu IIb odkryta 5 stycznia 2011 roku w galaktyce UGC 2498. W momencie odkrycia miała maksymalną jasność 18,20m.